# Стенен игловръх
Стенният игловръх (Alyssum murale) е вид растения от семейство Кръстоцветни (Brassicaceae).
Таксонът е описан за пръв път от Франц Адам фон Валдщайн-Вартенберг през 1799 година.